# Quercus dalechampii
Quercus dalechampii är en bokväxtart som beskrevs av Michele Tenore. Quercus dalechampii ingår i släktet ekar, och familjen bokväxter. Inga underarter finns listade.